# Eleição geral na Turquia em novembro de 2015
A eleição geral turca em novembro de 2015 foi realizada em 1 de novembro para renovar a totalidade dos 550 assentod da Grande Assembleia Nacional da Turquia. Esta foi a 25ª eleição geral da história do país. A eleição resultou na recuperação da maioria aboluta do Partido da Justiça e Desenvolvimento (AKP).

## Resultados eleitorais
| Partido                 | Partido                              | Votos      | %               | +/-   | Deputados | +/-   |
| ----------------------- | ------------------------------------ | ---------- | --------------- | ----- | --------- | ----- |
|                         | Partido da Justiça e Desenvolvimento | 23 681 926 | 49,50 / 100,00  | 8,63  | 317 / 550 | 59    |
|                         | Partido Republicano do Povo          | 12 111 812 | 25,32 / 100,00  | 0,37  | 134 / 550 | 2     |
|                         | Partido de Ação Nacionalista         | 5 694 136  | 11,90 / 100,00  | 4,39  | 40 / 550  | 40    |
|                         | Partido Democrático dos Povos        | 5 148 085  | 10,76 / 100,00  | 2,36  | 59 / 550  | 21    |
|                         | Outros                               | 1 204 272  | 2,52 / 100,00   |       | 0 / 550   |       |
| Votos Inválidos         | Votos Inválidos                      | 697 464    | 1,44 / 100,00   | 1,47  |           |       |
| Total                   | Total                                | 48 537 695 | 100,00 / 100,00 |       | 550 / 550 |       |
| Eleitorado/Participação | Eleitorado/Participação              | 56 949 009 | 85,23 / 100,00  | 1,31  |           |       |
| Fonte                   | Fonte                                | [ 4 ]      | [ 4 ]           | [ 4 ] | [ 4 ]     | [ 4 ] |